# 阿蒂尔·菲斯
阿蒂尔·菲斯（法語：Arthur Fils，2004年6月12日— ）是一名法国职业网球运动员，截至2025年4月14日ATP单打排名世界第14名，在法國球員中位列第一。